# Ulee Jalan (Banda Alam)
Ulee Jalan is een bestuurslaag in het regentschap Aceh Timur van de provincie Atjeh, Indonesië. Ulee Jalan telt 179 inwoners (volkstelling 2010).